# Metoa arida
Metoa arida là một loài tò vò trong họ Ichneumonidae.